# Karel Kuchař
Karel Kuchař (15. dubna 1906 Praha – 16. dubna 1975 Praha) byl český geograf, kartograf a historik kartografie. Vedoucí Státní mapové sbírky od roku 1945 do roku 1974 (dnes Mapová sbírka PřF UK). Hlavní autor významné edice Monumenta cartographica Bohemiae (vydání započali V. Švambera a B. Šalamon).

## Život
Narodil se v rodině c. k. profesora na české reálce v Ječné ulici Karla Kuchaře (*1876) a jeho manželky Milady, rozené Lichnerové (*1885).
V roce 1924 začal studovat geografii a přírodopis na Univerzitě Karlově. Jeho habilitační práce Jezera východního Slovenska a Podkarpatské Rusi vznikla v roce 1935. Karel Kuchař se stal se nejmladším docentem Přírodovědecké fakulty UK. Podnikal studijní cesty do Albánie a jako výsledek cest tvořil mapy této málo známé země. Věnoval se např. popisům albánských komunikací, které nahrazovaly karavanní stezky. Za Protektorátu pracoval Státní hvězdárně a Státním ústavu geofyzikálním.
Po návratu na univerzitu v roce 1945 převzal též vedení Státní mapové sbírky, které dal nový obsah a koncepci a zásadně rozšířil její fondy. V letech 1946–1957 redigoval odborníky vysoce ceněný časopis Kartografický přehled s podnázvem časopis pro teoretickou i užitou kartografii. V roce 1948 přestoupil z Československé strany národně socialistické do KSČ. Celý život byl spjat s Geografickou sekci Přírodovědecké fakulty UK. V letech 1952 - 1974 byl vedoucím Kabinetu pro kartografii Geografického ústavu ČSAV. V období 1956 - 1973 byl vedoucím katedry kartografie a fyzické geografie PřF UK. Teprve v roce 1968 (33 let po habilitaci) byl jmenován mimořádným profesorem. Jeho syn, prof. fyziky Karel Kuchař, emigroval v roce 1968 do USA.
Roku 1967 byl oceněn medailí Polské geografické společnosti. V roce 1971 mu byl udělen zlatý odznak UK a v následujícím roce se stal čestným členem Československé společnosti zeměpisné.
Je pohřben na Vinohradském hřbitově v Praze, odd. PA-I, č. hrobu 59.

## Dílo
V letech 1946–1957 redigoval časopis Kartografický přehled. S A. Dvořáčkovou popsal Mollovu mapovou sbírku v Brně. Výzkumu se věnoval aktivně 5 let. Byl také znám jako autor školních zeměpisných atlasů, příručních i nástěnných map a kartografických skript. Vedl redakci československého národního atlasu (1966), byl redaktorem Československého vojenského atlasu. Počátkem 30. let 20. století iniciovali Karel Kuchař a Bohuslav Horák pořízení soupisu starých map českých zemí, přehledných a menších územních celků, tištěných i rukopisných, jednak v rámci pracovního programu Geografického ústavu univerzity Karlovy, jednak v Zeměpisném ústavu Masarykovy univerzity v Brně. Soupis měl umožnit vhodný výběr map pro reprodukování v díle Monumenta Cartographica Bohemiae. Karel Kuchař i Bohuslav Horák vycházeli z usnesení sjezdu československých geografů v Brně, konaném roku 1930. O 3é let později v roce 1960 připravil k vydání rozšířenu edici Monumenta cartographica Bohemiae, Moravicae, Silesiae atque Slovaciae, která vyšla pouze v nátiscích. Akademie věd ji odmítla vydat s odůvodněním, že nemá dostatek papíru.
Ve třicátých letech též popularizoval geografii přednáškami v rozhlase.
Ve Státním ústavu geofyzikálním, kde pracoval za okupace, vytvářel mapy z frontových linií. Za války též vznikla kniha Kapitoly z nauky o mapách, která se stala základem našich prvních vysokoškolských učebnic geografické kartografie: Přehledu kartografie (1946) a Základů kartografie (1953).
Roku 1959 připravil edici Vývoj mapového zobrazení území Československé republiky, sv. 1., vyšla anglicky jako Early Maps of Bohemia, Moravia and Silesia v roce 1961.
Syn, prof. Karel Kuchař, poskytl v roce 2012 Geografické knihovně PřF UK licenční smlouvu ke zveřejnění díla svého otce. Plné texty, biografie, bibliografie, mapy i archiválie zpřístupňuje Portál prof. Karla Kuchaře.